# Tarucus frivaldszkyi
Tarucus frivaldszkyi är en fjärilsart som beskrevs av Aigner-lajos 1907. Tarucus frivaldszkyi ingår i släktet Tarucus och familjen juvelvingar. Inga underarter finns listade i Catalogue of Life.